# 茄子河区
茄子河区（かしが-く）は中華人民共和国黒竜江省七台河市に位置する市轄区。

## 地理
区の西隣りに桃山区と接し、北西部に位置する桃山ダムの対岸から北部にかけて勃利県と接している。大茄子河が桃山ダムと接続している。また、石龍山国家森林公園がある。

## 行政区画
13社区、3鎮、2郷を管轄：
- 社区：東風社区、康富社区、湖東社区、康楽社区、永泰社区、通達社区、恵民社区、安民社区、盛馨社区、欣苑社区、東勝社区、富強社区、竜湖社区
- 鎮：茄子河鎮、宏偉鎮、興北鎮
- 郷：鉄山郷、中心河郷

## 健康・医療・衛生
- 七台河市茄子河区医院